# 今晩は 吉永小百合です
今晩は 吉永小百合です（こんばんは よしながさゆりです）は、2005年10月からTBSラジオで放送されている、女優の吉永小百合がパーソナリティを務める番組である。放送開始からTBSラジオ単独で放送されてきたが、2009年春からは毎日放送（現在のMBSラジオ）など一部のJRN系列でもネットされるようになった。
本項では前身番組の『吉永小百合 街ものがたり』（よしながさゆりまちものがたり）についても記述する。

## 概要
吉永小百合の唯一のレギュラー出演番組（2011年秋現在）。吉永のトークを中心とした内容で、近況報告とテーマトークが主な内容。特別企画としてゲストを迎えての対談が入ることもある。リスナーからのメッセージはテーマを挙げて募集している。

## 放送時間
2025年4月現在。放送時間の早い順から記載。
| 放送対象地域   | 放送局名                      | 放送時間               | 遅れ日数   | 備考        |
| -------------- | ----------------------------- | ---------------------- | ---------- | ----------- |
| 関東広域圏     | TBSラジオ                     | 毎週日曜 22:30 - 23:00 | 制作局     | [ 注釈 1 ]  |
| 石川県         | 北陸放送（MRO）               | 毎週日曜 24:00 - 24:30 | 時差ネット | [ 注釈 2 ]  |
| 鹿児島県       | 南日本放送（MBC）             | 毎週土曜 19:30 - 20:00 | 6日遅れ    | [ 注釈 3 ]  |
| 広島県         | 中国放送（RCC）               | 毎週土曜 20:30 - 21:00 | 6日遅れ    | [ 注釈 4 ]  |
| 長崎県・佐賀県 | 長崎放送（NBC） NBCラジオ佐賀 | 毎週土曜 20:30 - 21:00 | 6日遅れ    | [ 注釈 5 ]  |
| 山形県         | 山形放送（YBC）               | 毎週日曜 19:00 - 19:30 | 7日遅れ    | [ 注釈 6 ]  |
| 福岡県         | RKB毎日放送                   | 毎週日曜 19:00 - 19:30 | 7日遅れ    | [ 注釈 7 ]  |
| 長野県         | 信越放送（SBC）               | 毎週日曜 19:30 - 20:00 | 7日遅れ    |             |
| 新潟県         | 新潟放送（BSN）               | 毎週日曜 20:00 - 20:30 | 7日遅れ    | [ 注釈 8 ]  |
| 中京広域圏     | CBCラジオ                     | 毎週日曜 20:00 - 20:30 | 7日遅れ    | [ 注釈 9 ]  |
| 北海道         | 北海道放送（HBC）             | 毎週日曜 21:30 - 22:00 | 7日遅れ    | [ 注釈 10 ] |
| 静岡県         | 静岡放送（SBS）               | 毎週日曜 21:30 - 22:00 | 7日遅れ    | [ 注釈 3 ]  |
| 山梨県         | 山梨放送（YBS）               | 毎週日曜 23:00 - 23:30 | 7日遅れ    | [ 注釈 11 ] |
| 岡山県         | RSK山陽放送                   | 毎週月曜 18:15 - 18:45 | 8日遅れ    | [ 注釈 12 ] |

### 過去のネット局
- 青森放送（『街ものがたり』時代）
- 秋田放送
- 東北放送
- ラジオ福島
- 北日本放送（2025年4月1日打ち切り）[注釈 13]
- 福井放送（2016年9月打ち切り）
- 毎日放送（2016年3月打ち切り）
- 和歌山放送
- 山口放送
- 四国放送
- 高知放送（2023年9月終了）
- 熊本放送（2025年3月終了）[注釈 14]
- 琉球放送

## その他
- TBS-Rなど多くの局では協賛スポンサーが付かないPT、またはノースポンサーノーCM（CM相当の時間はフィラー音楽）であるが、MBSラジオがネットしていた頃は、明色化粧品（桃谷順天館）一社提供による協賛があった。
- 2011年9月に300回目の放送を迎えた。これを記念した形で9月4日にTBSラジオ・第1スタジオにて公開録音をおこなった。観客の募集には約1500通の応募があり、抽選で100名が招待された。収録では吉永のトーク、詩の朗読のほか、ゲストの村治佳織によるギター演奏などがおこなわれた。[注釈 15]
- 2012年10月21日の深夜24:00（10月22日0:00）から同じくTBSラジオで放送されている『林原めぐみのTokyo Boogie Night』の冒頭で当番組が誤放送される放送事故が発生した[注釈 16][1]。
- 吉永の初プロデュース作品「ふしぎな岬の物語」が、第38回モントリオール世界映画祭のエキュメニカル審査員賞と審査員特別賞グランプリを受賞したことを受け、2014年10月5日の19:00から「今晩は吉永小百合です特別編～映画『ふしぎな岬の物語』ラジオナビ」が放送された。また当番組はレギュラーの非ネット局でも放送された。
- 2015年に10周年を迎えた。これを記念した形で12月17日に公開録音をおこなった。収録では吉永のトーク、詩の朗読のほか、ゲストの森山良子によるオンステージなどがおこなわれた。

## 吉永小百合 街ものがたり
吉永小百合 街ものがたり（よしながさゆり まちものがたり）は、1997年4月から2004年3月までの7年間、同じTBSラジオで放送されていた番組である。
TBSラジオの放送時間は毎週日曜22:00 - 22:30。講談社他の提供で、朝日放送や熊本放送など一部地域の放送局にもネットされていた。主な番組内容は、吉永が毎週日本または世界の1つの街を採り上げ、その街にゆかりのある楽曲を掛け、旅先案内人として、その街の魅力を語るものだった。
番組が始まる際、ラジオのレギュラー番組はTBSラジオのドラマ『赤胴鈴之助』以来、40年ぶりである、と紹介されたことがあった。番組が終了した理由は、吉永本人が番組の中で「映画『北の零年』の撮影に入るため」と語っていた。

### 書籍
- 吉永小百合 街ものがたり（吉永小百合著、講談社、1999年）ISBN 9784062094641
- 旅に夢みる（吉永小百合著、講談社、2003年）ISBN 9784062116527